# Ils vont tous bien !
Pour plus de détails, voir Fiche technique et Distribution.
Ils vont tous bien ! (Stanno tutti bene) est un film franco-italien dramatique, réalisé par Giuseppe Tornatore, également coauteur du scénario avec Massimo De Rita et Tonino Guerra.
Présenté le 7 septembre 1990 au Festival international du film de Toronto, le film est en compétition pour la palme d'or au Festival de Cannes 1990 où il remporte le prix du jury œcuménique.
Il amène le britannique Kirk Jones à en réaliser un remake, Everybody's Fine, sorti en 2009, avec Robert De Niro dans le rôle tenu par Marcello Mastroianni.

## Synopsis
Matteo Scuro est un retraité veuf sicilien, autrefois employé au service de l'état-civil d'une mairie. Amateur d'opéra, il a choisi pour le prénom de chacun de ses cinq enfants, vivant aux quatre coins de l'Italie, le nom d'un héros ou héroïne d'opéra : Tosca (Tosca de Giacomo Puccini), Canio (Pagliacci de Ruggero Leoncavallo), Norma (Norma de Vincenzo Bellini), Guillaume (Guillaume Tell de Gioachino Rossini) et Alvaro (La forza del destino de Giuseppe Verdi). Il est conscient de ne pas avoir été un père très impliqué dans l'éducation de ses enfants et, afin de renouer le contact, il les invite pour les prochaines vacances d'été. Chacun, avec toujours une bonne raison à l'appui, décline l'invitation. Matteo décide alors de les surprendre et part leur rendre visite à Naples, Rome, Florence, Milan et Turin, leurs villes de résidence.

## Fiche technique
- Titre : Ils vont tous bien !
- Titre original : Stanno tutti bene
- Réalisation : Giuseppe Tornatore
- Scénario : Massimo De Rita, Tonino Guerra et Giuseppe Tornatore
- Musique : Ennio Morricone
- Direction artistique : Andrea Crisanti
- Décors : Andrea Crisanti
- Costumes : Beatrice Bordone
- Photographie : Blasco Giurato
- Son : Massimo Loffredi
- Montage : Mario Morra
- Production : Angelo Rizzoli Junior
- Sociétés de production : Erre Produzioni • Les Films Ariane • TF1 Films Production
- Sociétés de distribution : Les Films Ariane (France) ; Cineplex Odeon Films (Canada)
- Pays :  Italie •  France
- Langue : italien
- Genre : drame
- Durée : 118 minutes
- Format : Couleur • 35 mm • 1,66:1 • Dolby
- Dates de sortie : 
  -  Canada : 7 septembre 1990
  -  France : 19 septembre 1990
  -  Italie : 18 octobre 1990

## Distribution
- Marcello Mastroianni : Matteo Scuro
- Michèle Morgan : la femme dans le train
- Valeria Cavalli : Tosca
- Marino Cenna : Canio Scuro
- Norma Martelli : Norma
- Domenico Gennaro : le mari de Norma
- Roberto Nobile : Guillaume Scuro
- Salvatore Cascio : Alvaro Scuro enfant
- Leo Gullotta : l'homme armé sur le toit
- Antonella Attili : Angela Virzi Scuro, la mère de Matteo
- Jacques Perrin : Alvaro Scuro adulte (en photo seulement)
- Christopher Thompson : l'ex-compagnon de Tosca
- Fabio Iellini : Antonello Scuro
- Ennio Morricone : le chef d'orchestre à la Scala de Milan
- Giuseppe Tornatore : 1) un photographe au défilé de mode /     2) un employé du théâtre

## Distinctions
- 1990 : Prix du jury œcuménique du Festival de Cannes
- 1991 : Prix David di Donatello du meilleur musicien, pour Ennio Morricone[2]
- 1991 : Ruban d'argent de la meilleure histoire originale du Syndicat national des journalistes de cinéma italiens, pour Giuseppe Tornatore[3]